# Paul Runyan
Paul Runyan, född 12 juli 1908 i Hot Springs, Arkansas, död 17 mars 2002 i Palm Springs, Kalifornien, var en amerikansk golfspelare. Runyan blev invald till World Golf Hall of Fame 1990.
Runyan vann två majortävlingar (PGA Championship 1934 och 1938) samt drygt 50 andra tävlingar, vilket gjorde honom till en av de mest framstående golfspelarna under 1930-talet.

## Biografi
Uppvuxen på en farm och son till en bonde, började han vid en ålder av tretton att arbeta som caddie vid den närliggande golfbanan. Han blev proffs vid 17 års ålder, och samtidigt började arbeta som assisterande tränare åt Craig Wood på Forest Hills Golf Course i White Plains, New York.
Under säsongen 1933 vann han nio tävlingar, vilket gör honom till en av totalt sex spelare som har vunnit nio eller fler tävlingar under samma säsong på PGA Touren. Han vann totalt 29 tävlingar på PGA Tour. Han vann ytterligare sju PGA Tour-tävlingar 1934.
1934 besegrade han Craig Wood, sin tidigare tränare, på det 38:e hålet i PGA Championship för att vinna sin första majortävling. Fyra år senare besegrade Runyan Sam Snead i finalmatchen av PGA Championship med 8&7. Han var efter de 196 hål som mästerskapet utspelades över, 24 under par (vid den tiden spelades PGA Championship som en matchspelstävling).
Han representerade USA i Ryder Cup 1933 och 1935, där han 1935 vann samtliga matcher han spelade.
Runyan vann  P.G.A. Seniors Championship 1961 och 1962.
Han var en framstående närspelstränare, och han gav även ut en bok på ämnet: The Short Way to Lower Scoring.

## Meriter

### Majorsegrar
| År   | Mästerskap       | Resultat | Runner-up  |
| ---- | ---------------- | -------- | ---------- |
| 1934 | PGA Championship | 38 hål   | Craig Wood |
| 1938 | PGA Championship | 8&7      | Sam Snead  |

### Övriga segrar
Den här listan är inkomplett
- 1930: North & South Open Championship, New Jersey Open
- 1931: Metropolitan PGA, Westchester Open
- 1932 Gasparilla Open Match Play
- 1933 Agua Caliente Open, International Four-Ball, Miami Biltmore Open, Virginia Beach Cavalier Open, Eastern Open Championship, National Capital Open, Mid-South Pro-Pro, Mid-South Open, Pasadena Open

- 1934 St. Petersburg Open, Florida West Coast Open, Tournament of the Gardens Open, The Cavalier Open, Metropolitan Open, PGA Championship
- 1935 North & South Open Championship, Westchester Open, Grand Slam Open
- 1936 Westchester Open, Metropolitan PGA
- 1938 PGA Championship
- 1939 Westchester Open
- 1941 Goodall Round Robin

Källa:

#### Vinster som senior
- 1961: P.G.A. Seniors Championship
- 1962: P.G.A. Seniors Championship